# Marija Iljinitschna Miloslawskaja

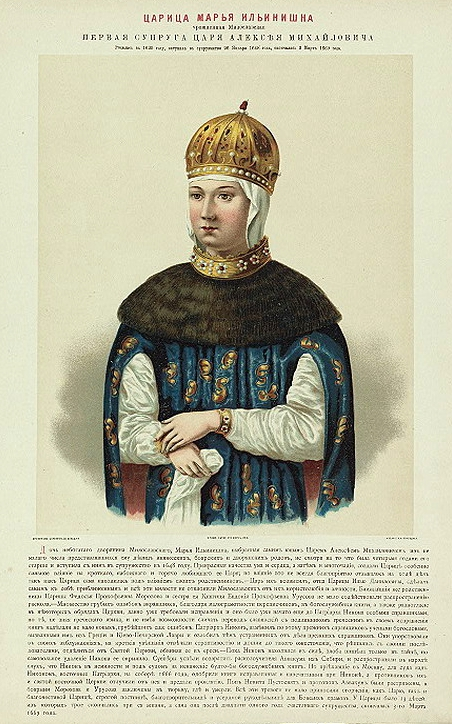
Maria Iljinitschna Miloslawskaja

Marija Iljinitschna Miloslawskaja (russisch Мария Ильинична Милославская; * 1. April 1624; † 2. oder 3. März 1669 in Moskau) war die erste Ehefrau des russischen Zaren Alexei I. und die Mutter der russischen Zaren Feodor III., Iwan V. und der Regentin Sofia Alexejewna.

## Leben
Marija Iljinitschna entstammte dem Geschlecht Miloslawski. Sie war eine jüngere Tochter des Bojaren und Diplomaten Ilja Danilowitsch Miloslawski und der Jekaterina Fjodorowna Narbekowa. 1647 erreichte Zar Alexei I. das vorgeschriebene Heiratsalter. Er hatte die Möglichkeit seine Braut unter Hunderten von Adligen zu erwählen. Ausgewählt hatte diese Frauen der Lehrer des Zaren, der Bojar Boris Morosow, der die Heirat mit Maria arrangierte und selbst die Schwester der Braut, Anna, ehelichte. Eine weitere Schwester, Irina, heiratete Prinz Dmitri Dolgoruki.
Die Heiraten brachten sowohl dem Bojaren Boris Morosow als auch ihrem Vater Ilja Miloslawski großen Machteinfluss. Er nutzte diesen im Zeitraum zwischen 1648 und 1668, seinem Todesjahr, sehr aus. Marija starb nur wenige Monate nach ihrem Vater.
Marija bekam dreizehn Kinder. Zwei Söhne erreichten das Erwachsenenalter: die nachmaligen russischen Zaren Feodor III. und Iwan V., welcher die Herrschaft mit seinem Halbbruder Peter I. ausüben sollte. Sie hatte außerdem sechs überlebende Töchter. Die dritte von ihnen, Sofia Alexejewna, übernahm von 1682 bis 1689 die Regentschaft für die beiden unmündigen Zaren Iwan V. und Peter I.
Marijas Schwestern starben ohne Nachkommen. Eine entfernte Cousine jedoch, Solomonida Michailowna Miloslawskaja, heiratete Andrei Wassiljewitsch Tolstoi, und gehört somit zu den Vorfahren des russischen Schriftstellers Leo Tolstoi. Im 20. Jahrhundert erhielt der älteste ihrer Nachfahren von Zar Nikolaus II. die Erlaubnis, den Namen der bereits lange ausgestorbenen Miloslawskis seinem eigenen Nachnamen hinzuzufügen. Diese Nachkommen sind nun unter dem Namen Tolstoi-Miloslawski bekannt.